# 71e corps d'armée
Le 71e corps d'armée (en allemand : LXXI. Armeekorps) était un corps d'armée de l'armée de terre allemande: la Heer au sein de la Wehrmacht pendant la Seconde Guerre mondiale.

## Hiérarchie des unités
| Nom          | Nbre d'hommes       | Unités subalternes                | Grade de commandement                 |
| ------------ | ------------------- | --------------------------------- | ------------------------------------- |
| Heeresgruppe | + 300 000           | 2 à + Armeen (Armées)             | Generaloberst ou Generalfeldmarschall |
| Armee        | + 100 000 - 300 000 | 2 à + Armeekorps (Corps d'armées) | General ou Generaloberst              |
| Armeekorps   | + 30 000 - 80 000   | 2 à + Divisionen (Division)       | Generalleutnant ou General            |
| Division     | + 10 000 – 20 000   | 2 à 6 Brigaden (Brigade)          | Generalmajor ou Generalleutnant       |
| Brigade      | + 3 000 – 5 000     | jusqu'à 3 Regimentern (Régiment)  | Oberst ou Generalmajor                |

## Historique
Le 71e corps d'armée allemand est formé le 26 janvier 1943 en Norvège.

Son état-major provient du Höheres Kommando LXXI.

## Organisations

### Commandants successifs
| Date                               | Grade                  | Commandant                                               |
| ---------------------------------- | ---------------------- | -------------------------------------------------------- |
| 26 janvier 1943 - 15 décembre 1944 | Generalleutnant        | Willi Moser                                              |
| 15 décembre 1944 - 8 mai 1945      | General der Artillerie | Anton-Reichard Freiherr von Mauchenheim und Bechtolsheim |

### Chef des Generalstabes
| Date                             | Grade               | Commandant            |
| -------------------------------- | ------------------- | --------------------- |
| 26 janvier 1943 - Septembre 1944 | Oberst i.G.         | Bernhard von Watzdorf |
| Septembre 1944 - Mai 1945        | Oberstleutnant i.G. | Reinhard Merkel       |

### 1. Generalstabsoffizier (Ia)
| Date                           | Grade               | Commandant        |
| ------------------------------ | ------------------- | ----------------- |
| 26 janvier 1943 - Février 1944 | Oberstleutnant i.G. | Erich Sachsse     |
| Février 1944 - Août 1944       | Major i.G.          | Heinrich Frey     |
| Août 1944 - Mars 1945          | Major i.G.          | Eichhorn          |
| Mars 1945 - Mai 1945           | Major i.G.          | Wolfgang Kressner |

## Théâtres d'opérations
- Norvège : Janvier 1943 - Mai 1945

### Rattachement d'Armées
| Date        | Armée                  | Groupe d'Armées |
| ----------- | ---------------------- | --------------- |
| 1942        |                        |                 |
| 26 janvier  | AOK Norwegen           | OKW             |
| 1943        |                        |                 |
| 1er janvier | AOK Norwegen           | OKW             |
| 1944        |                        |                 |
| 1er janvier | AOK Norwegen           | OKW             |
| Novembre    | 20. Gebirgs-Armee      | OKW             |
| 1945        |                        |                 |
| 1er janvier | 20. Gebirgs-Armee      | OKW             |
| Mars        | Armee-Abteilung Narvik | OKW             |

### Unités rattachées
7 juillet 1943
- 230. Infanterie-Division
- 270. Infanterie-Division
- 199. Infanterie-Division

1er janvier 1945
- 199. Infanterie-Division
- 210. Infanterie-Division
- Festungs-Brigade Lofoten

1er mars 1945
- 230. Infanterie-Division
- 210. Infanterie-Division
- Festungs-Brigade Lofoten
- Gebirgsjäger-Brigade 139
- 503. Grenadier-Division
- 7. Gebirgs-Division

## Sources
- (de) LXXIe Armeekorps sur lexikon-der-wehrmacht.de